# Edobich
Edobich, ou Edobink, (latin : Edobichus ; fl. 407-411) est un chef franc, peut être rhénan, du début du Ve siècle, partisan et général de l'usurpateur Constantin III.

## Biographie
Au début du Ve siècle, l'empire romain est dans une période d'anarchie lors de laquelle plusieurs généraux romains se proclament empereur et se combattent entre eux. Cette situation permet à plusieurs peuples germaniques d'envahir l'empire en 406. Constantin III, proclamé empereur en 407 par les armées de Bretagne, tente cependant de protéger le nord de la Gaule contre les incursions germaniques. Il nomme Gerontius et le chef franc Edobich magister militum en 407, chargeant ce dernier de protéger les provinces romaines de Germanie et de Belgique,. 
La même année, Edobich et Gerontius brisent le siège de Valence mené par le général romain Sarus, le contraignant à repasser les Alpes vers l'Italie. En 409, Gerontius rejoint un autre usurpateur, Maxime et attaque Constantin en Gaule en 411 ; Edobich est alors envoyé au-delà du Rhin pour obtenir l'aide des Francs et des Alamans. Il marche ensuite sur Arles afin de faire lever le siège imposé par Gerontius. Entre-temps, l'armée de l'empereur Honorius, menée par Constance défait Gerontius et assiège la cité.
Edobich arrive bien avec des renforts, mais il est battu par Constance. Il s'enfuit alors chez un ami, Ecdicius, propriétaire terrien près d'Arles, qui le trahit et le tue. En apprenant sa mort, Constantin se rend, est emprisonné puis finalement exécuté à la capitale impériale, Ravenne, en août ou septembre 411.

### Sources
- Zozime, Histoire Nouvelle, livre 6
- Sozomène, livre IX.